# Zminný
Zminný je vesnice, část města Dašice v okrese Pardubice. Nachází se asi 3,5 km na západ od Dašic. Prochází zde silnice II/322. V roce 2011 zde bylo evidováno 70 adres. K 1. 1. 2011 zde trvale žilo 143 obyvatel.
Zminný je také název katastrálního území o rozloze 3,9 km2. V katastrálním území Zminný leží i Malolánské a Pod Dubem.
Zminným protéká kanál Zminka spojující Chrudimku s Loučnou.

## Další fotografie

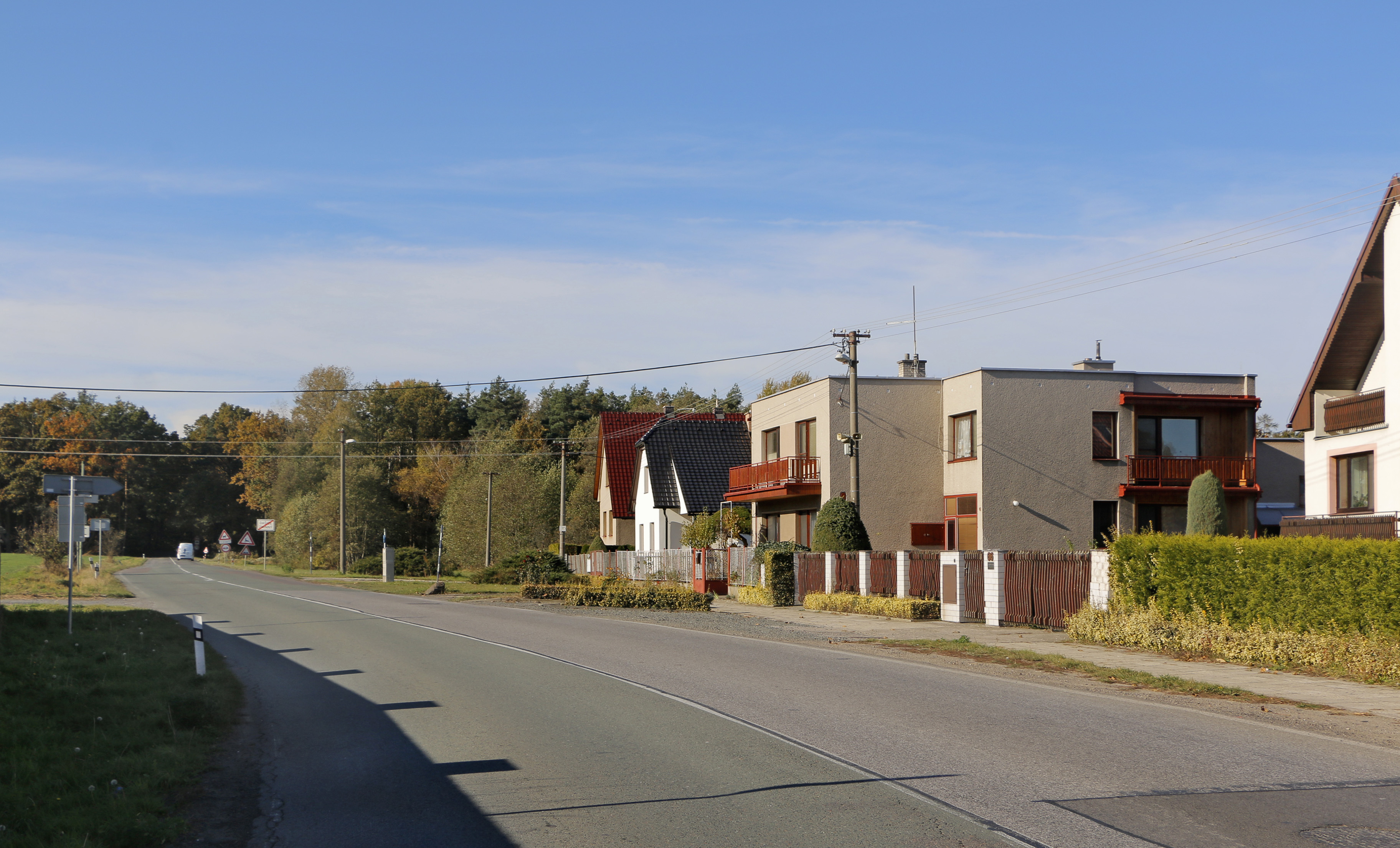
Západní část vesnice
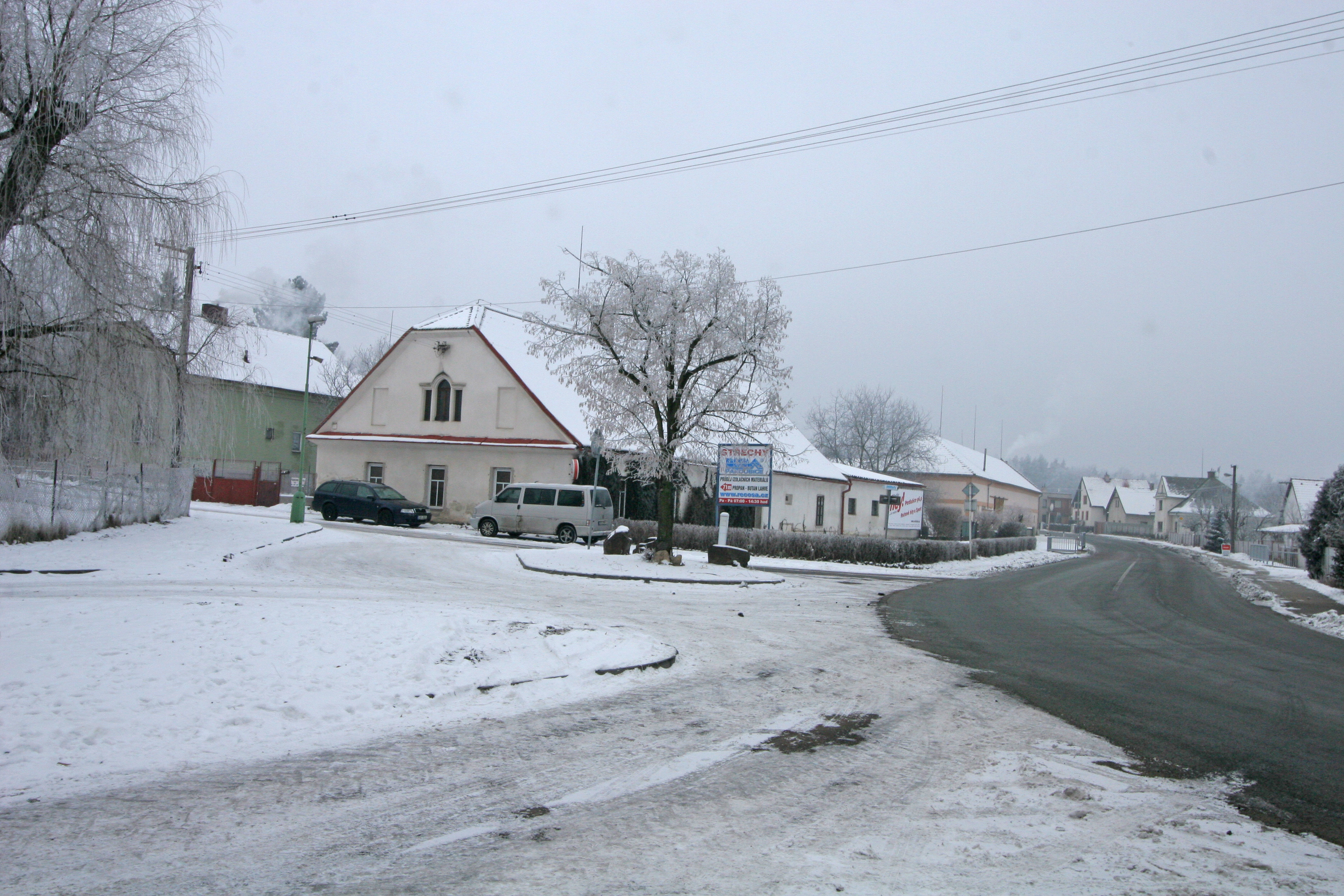
Dům čp. 7
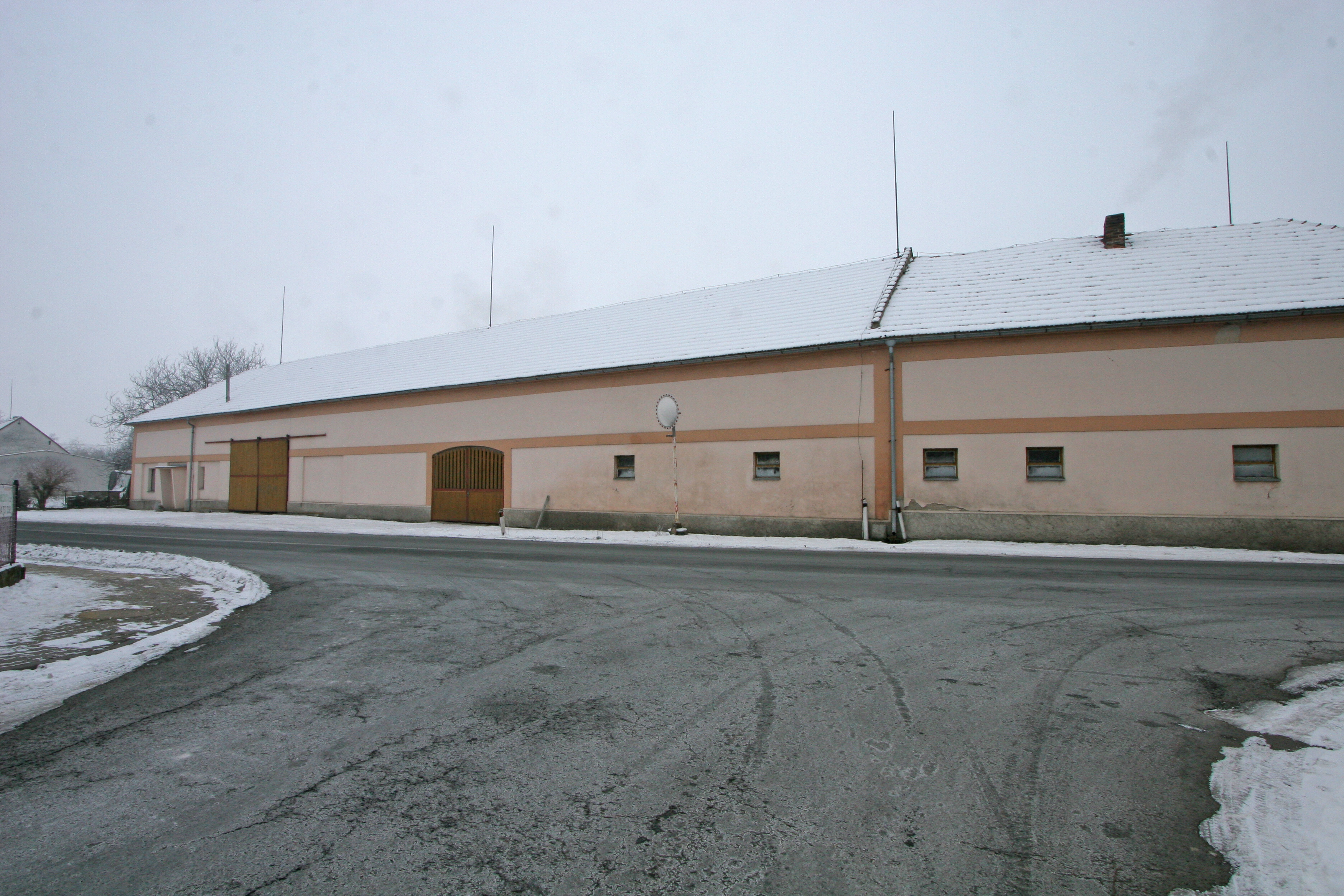
Bývalá stodola